# Charles Fodor
Carolus Emanuel (Charles) Fodor (Venlo, gedoopt 31 oktober 1759) was een Nederlands componist en klavecinist.
Hij was zoon van militair Carolus Fodor (en later violist) en Maria Elizabeth Messemaekcers, die afkomstig was uit een muzikaal gezin. De broers Joseph Fodor en Carolus Antonius Fodor werden eveneens musici.
Van Charles Fodor is het minst bekend van de drie broers. Hij werd muziekleraar in Parijs, maakte transcripties van kwartetten van Pleyel en symfonieën van Joseph Haydn. Hij schreef zelf sonates en variaties (waaronder Air de Tonnelier), maar er is ook een symfonie voor groot orkest (Symphonie à grand orchestre en re) van hem bekend. Er zijn ook twee concerten voor klavecimbel van zijn hand, waarvan hij in december 1790 een in Amsterdam uitvoerde. Zijn werken werden voornamelijk uitgegeven in Parijs en Amsterdam.
Hij overleed in Parijs vermoedelijk in de laatste 10 jaar van de 18e eeuw of begin 19e eeuw.
- Bibliothèque nationale de France: cb14828589d (data)
- Gemeinsame Normdatei: 123901936
- International Standard Name Identifier: 0000 0000 7868 3156
- Library of Congress Control Number: no2002087220
- MusicBrainz: dc9655e2-a984-46a9-a9bb-8cb3fa73c723
- Nederlandse Thesaurus van Auteursnamen: 177030127
- Réseau des bibliothèques de Suisse occidentale: 02-A021610281
- Virtual International Authority File: 47681136
- WorldCat: E39PBJdWMvQBWcbfwhG7hQtBT3